# Эстублон
Эстубло́н (фр. Estoublon, окс. Estoblon) — коммуна во Франции, находится в регионе Прованс — Альпы — Лазурный Берег. Департамент коммуны — Альпы Верхнего Прованса. Входит в состав кантона Мезель. Округ коммуны — Динь-ле-Бен.
Код INSEE коммуны — 04084.

## Население
Население коммуны на 2008 год составляло 434 человека.
| 1962 | 1968 | 1975 | 1982 | 1990 | 1999 | 2008 |
| ---- | ---- | ---- | ---- | ---- | ---- | ---- |
| 200  | 207  | 209  | 243  | 301  | 337  | 434  |

## Экономика
В 2007 году среди 231 человек в трудоспособном возрасте (15—64 лет) 166 были экономически активными, 65 — неактивными (показатель активности — 71,9 %, в 1999 году было 66,5 %). Из 166 активных работали 149 человек (76 мужчин и 73 женщины), безработных было 17 (9 мужчин и 8 женщин). Среди 65 неактивных 12 человек были учениками или студентами, 33 — пенсионерами, 20 были неактивными по другим причинам.

## Достопримечательности
- Приходская церковь Нотр-Дам.
- Монастырь, часовня и башня Сент-Андре. Они принадлежали монастырю, в котором во время религиозных войн укрывались протестанты, разрушены в августе 1575 года.
- Часовни: Сен-Жозеф, Сен-Жан, Сент-Анн, Сен-Савурнен, Нотр-Дам-де-Льес.

## Фотогалерея

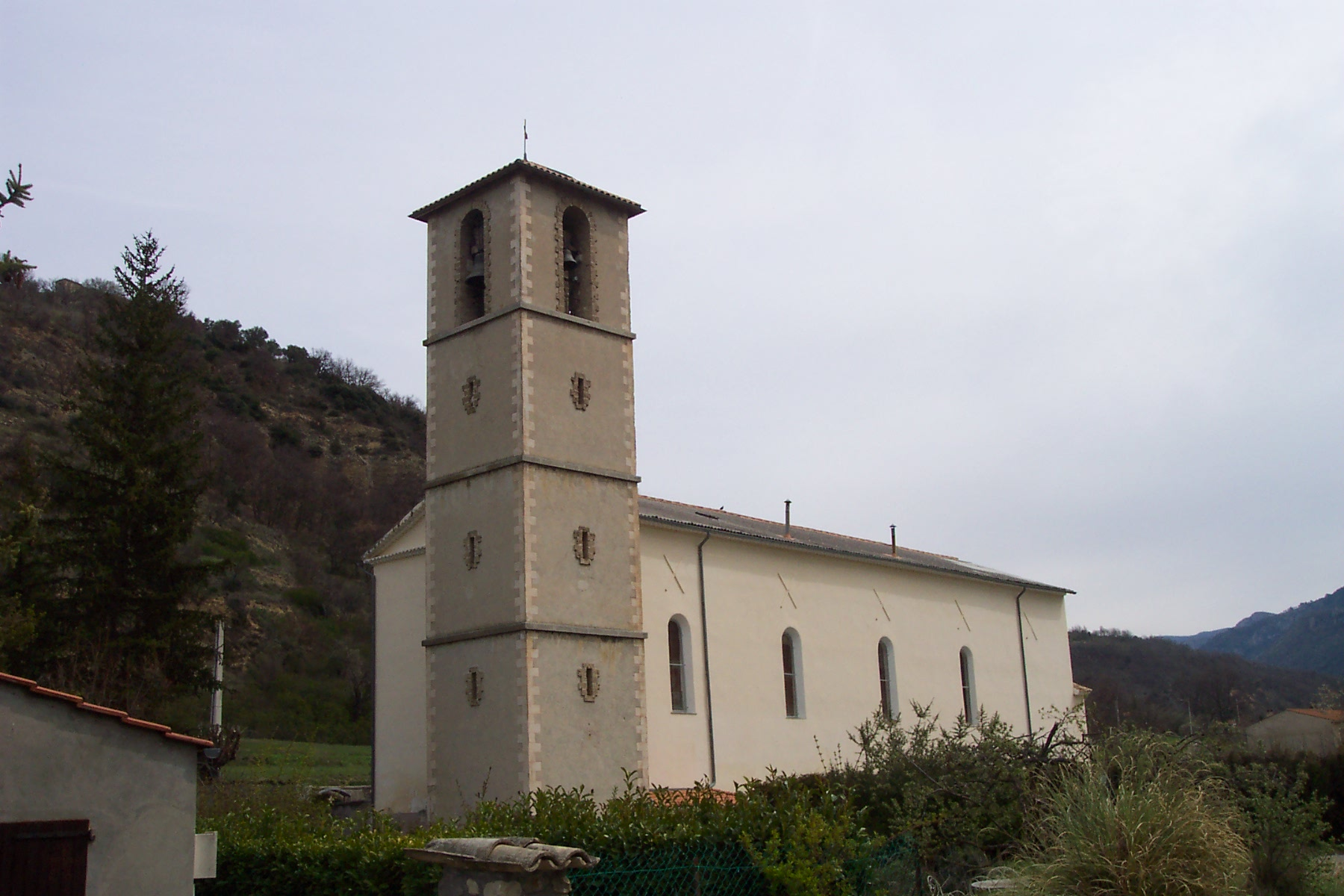
Церковь
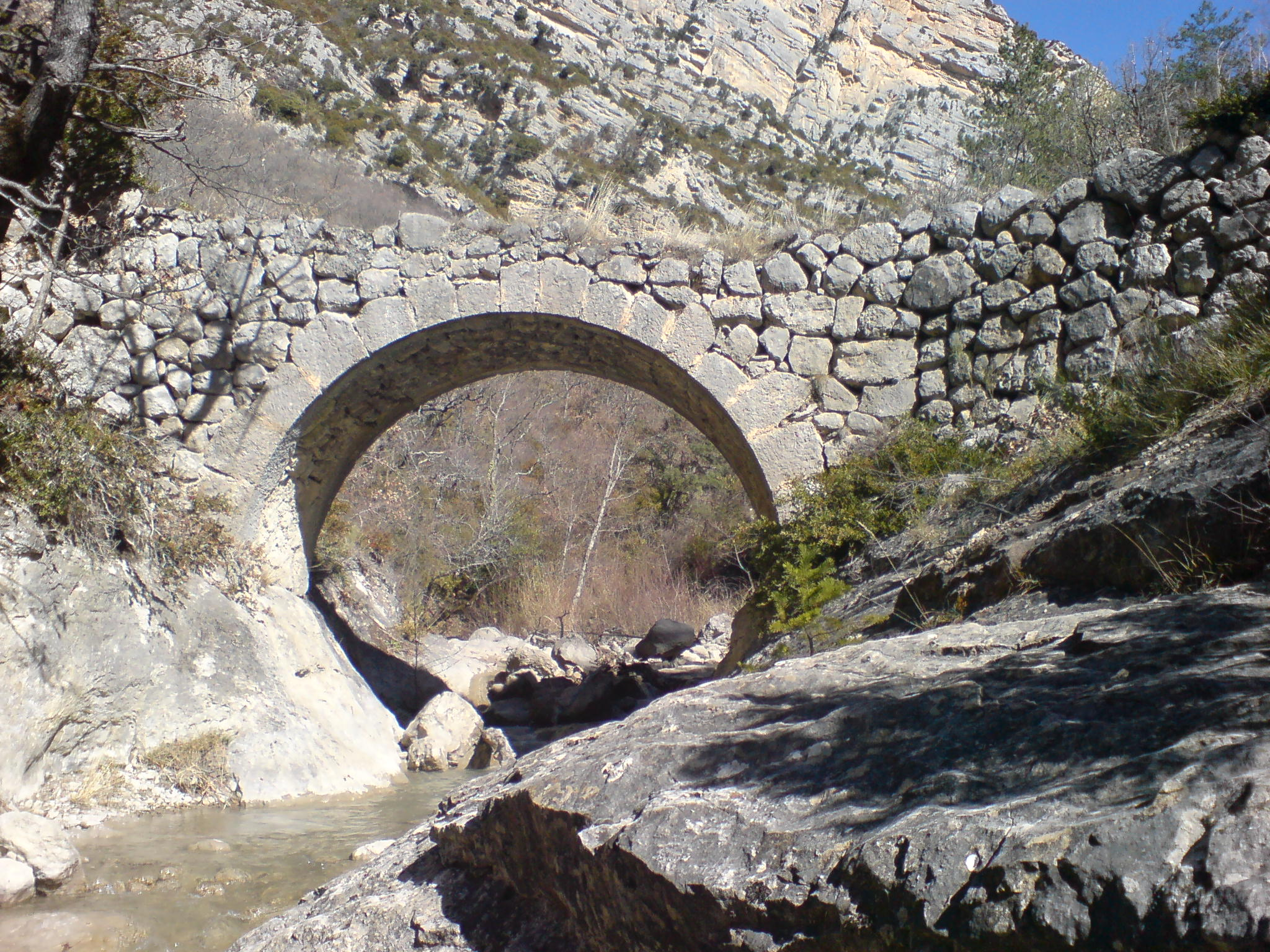
Римский мост
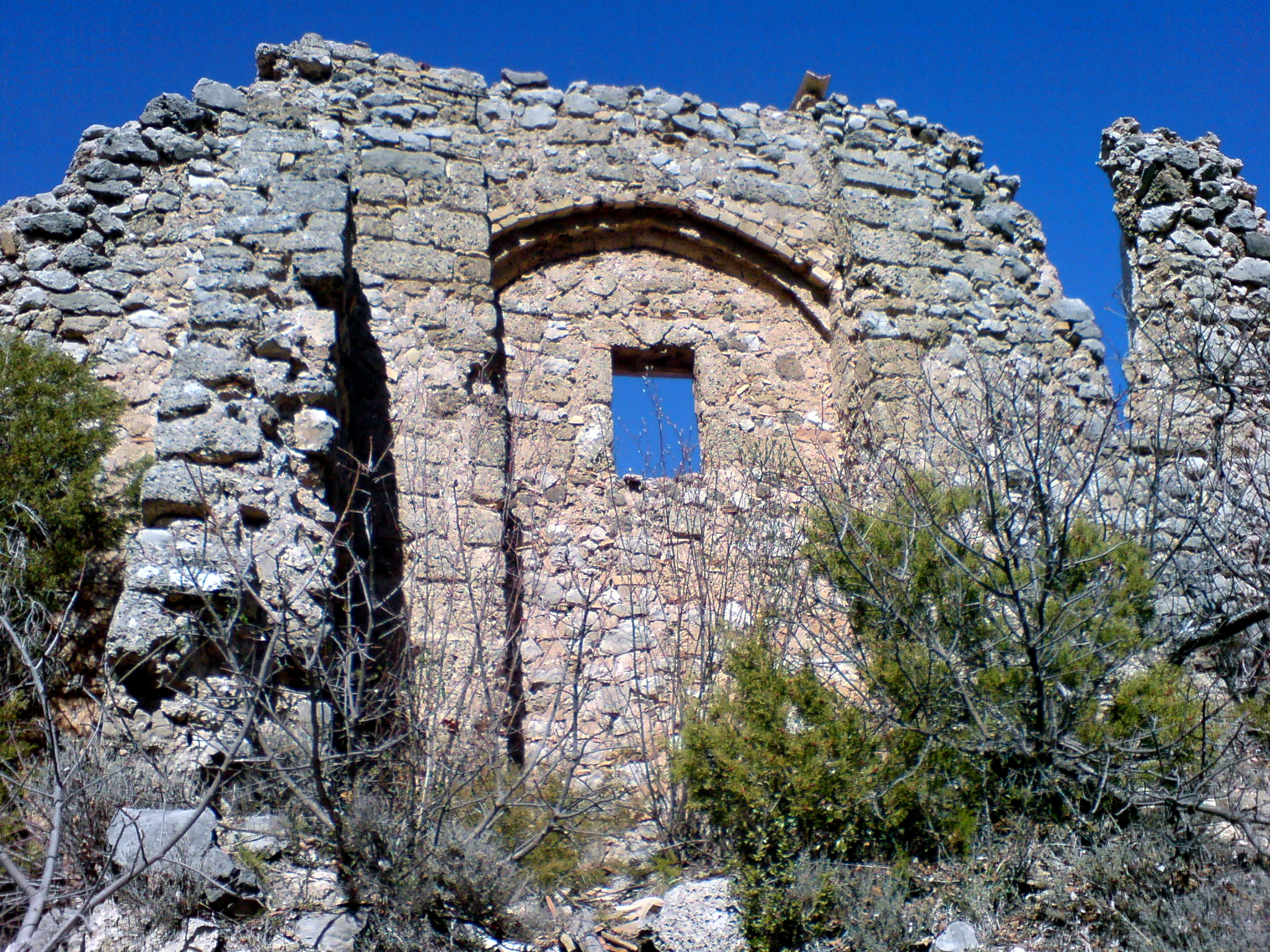
Руины часовни Сент-Андре
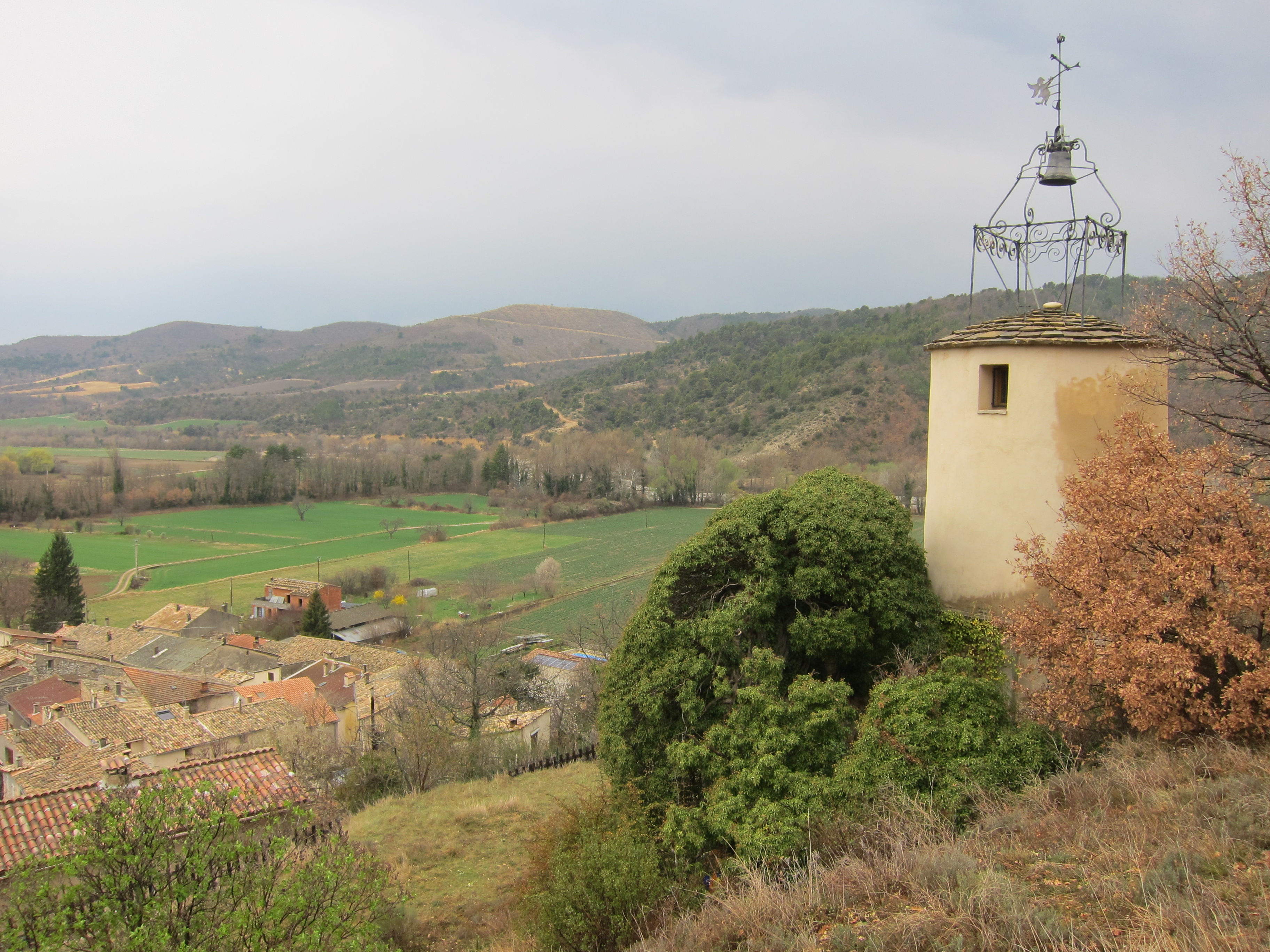
Башня